# Hriszopijí Devedzí
Hriszopijí Devedzí (görögül: Χρυσοπηγή Δεβετζή; Alexandrúpoli, 1975. október 2. –) görög atléta, hármasugró. Fedett pályán kereken 15 méterrel, szabadtéren pedig 15,32 méterrel tart élő görög rekordot.

## Pályafutása
2004-ben előbb harmadik lett a budapesti fedett pályás világbajnokságon, majd ezüstérmes az athéni olimpián. Athénban mindössze öt centiméterrel maradt el a mozambiki Françoise Mbango Etone mögött.
A két évvel későbbi göteburgi Európa-bajnokságon Tatyjana Lebegyeva mögött lett második.
A 2007-es oszakai világbajnokságon, majd a pekingi olimpiai játékokon bronzérmet szerzett. Pekingben a távolugrás számában is indult, de ott csak a tizennegyedikként végzett.

## Egyéni legjobbjai
| Versenyszám | Eredmény       | Szélsebesség | Helyszín  | Dátum               |
| Szabadtér   | Szabadtér      | Szabadtér    | Szabadtér | Szabadtér           |
| ----------- | -------------- | ------------ | --------- | ------------------- |
| Távolugrás  | 6,83 méter     | -0,1 m/s     | Tríkala   | 2006. június 10.    |
| Hármasugrás | 15,32 méter NR | +0,9 m/s     | Athén     | 2004. augusztus 21. |
| Fedett      |                |              |           |                     |
| Távolugrás  | 6,85 méter     | –            | Peanía    | 2008. február 9.    |
| Hármasugrás | 15,00 méter NR | –            | Valencia  | 2008. március 8.    |

magyarázat: NR = nemzetirekord